# Flaga Serbii
Flaga Serbii – jeden z symboli państwowych Republiki Serbii.

## Symbolika
Flaga jest prostokątem o proporcjach 2:3 podzielonym na trzy poziome pasy: czerwony, niebieski i biały. Jej barwy nawiązują do wywodzącej się z panslawizmu idei flagi wszechsłowiańskiej. Flaga państwowa zawiera mały herb Serbii umieszczony centralnie w stosunku pionowym. W stosunku poziomym jest on przesunięty w stronę masztu o 1/7 łącznej długości flagi . Dopuszczone jest stosowanie wersji flagi pozbawionej godła. Aktualny wzór flagi z godłem został oficjalnie wprowadzony w listopadzie 2010 roku.
Dokładne barwy to:
- czerwony – Pantone 193u, CMYK 0-100-66-13, RGB 191-74-88
- niebieski – Pantone 293u, CMYK 100-57-0-2, RGB 63-89-168
- biały (srebrny) – CMYK 0-0-0-0, RGB 255-255-255
- żółty (złoty) w herbie – Pantone 116C, CMYK 0-10-95-0

Barwy flagi Serbii nawiązują do tak zwanej flagi wszechsłowiańskiej i w tym rozumieniu symbolizują rewolucyjne ideały oraz wspólne korzenie wszystkich Słowian. W nawiązaniu do flagi rosyjskiej kolejne kolory można interpretować w odmienny sposób, jako symbole doskonałości (biały), wierności i wiary (niebieski) oraz energii i krwi przelanej za ojczyznę (czerwony).

## Inne symbole Serbii

Sztandar wojsk serbskich (front)
Sztandar wojsk serbskich (rewers)
Sztandar prezydenta Serbii
Sztandar przewodniczącego serbskiego parlamentu

## Adaptacje
- Dawna flaga Czarnogóry była bezpośrednią adaptacją flagi serbskiej. Różniła się od niej jedynie jaśniejszym odcieniem koloru niebieskiego i stosunkiem wysokości do szerokości (1:3)
- Republika Serbska (część Bośni i Hercegowiny) stosuje identyczną flagę w wersji pozbawionej godła.
- Serbski Kościół Prawosławny wykorzystuje flagę w tych samych barwach opatrzoną krzyżem serbskim.

## Dawne flagi
- W okresie 1945–1992 roku stosowana była flaga o identycznym układzie kolorów opatrzona umieszczoną centralnie czerwoną gwiazdą o złotych konturach. Była to oficjalna flaga Socjalistycznej Republiki Serbii. W 1992 usunięto z flagi czerwoną gwiazdę.
- Od 1945 do 2004 roku wykorzystywano flagę o proporcjach wysokości do szerokości równych 1:2.
- Od 2004 flaga ma proporcje 2:3. Do 2010 r. flaga z godłem nosiła ówczesny jego wzór.

Flaga Stefana Władysława I z lat 1234–1346
Flaga państwowa Księstwa Serbii z 1835 r.
Flaga państwowa Księstwa Serbii z lat 1835–1882
Flaga Królestwa Serbii istniejącego w latach 1882–1918
Flaga Królestwa Jugosławii 1918–1941
Flaga Serbii 1941–1944
Flaga Jugosławii 1943–1945
Flaga Socjalistycznej Republiki Serbii istniejącej w ramach Jugosławii w latach 1945–1992
Flaga Jugosławii 1945–1992
Flaga Jugosławii 1992–2003 oraz flaga Serbii i Czarnogóry 2003–2006
Flaga Serbii z lat 1992–2004
Flaga Serbii z lat 2004–2010
Flaga Serbii od roku 2010